# 石垣真央
石垣 真央（いしがき まお、1991年11月26日 - ）は、日本のカーリング選手。GRANDIR所属。

## 経歴
北海道常呂郡常呂町（現北見市）出身。常呂町立常呂小学校（現：北見市立常呂小学校）4年生よりカーリングを始め、友人同士で『WINS』を結成。WINSは北見市立常呂中学校、北海道常呂高等学校と進学先でも常に一緒でチームを組んだ。
常呂高等学校進学後、カーリングチーム『常呂高等学校WINS』としての活動した。2009年の第4回全国高等学校カーリング選手権大会では優勝を果たし、同年11月には常呂高等学校の同級生でもあった小野寺佳歩をチームに加えてバンクーバーオリンピック日本代表決定戦に挑むも、チャレンジマッチでチーム長野に1勝2敗と苦杯を喫してバンクーバー行きを逸した。また日本カーリング選手権では2009年、2010年と2年連続決勝でバンクーバーオリンピック日本代表でもあったチーム青森と対戦して二度とも敗れ、準優勝。
2010年、『常呂高等学校WINS』のメンバーと共に札幌国際大学に進学。札幌国際大学時代には日本ジュニアカーリング選手権3連覇（2010年～2012年）、ジュニア日本代表としてパシフィック・アジアジュニアカーリング選手権3連覇（2011年～2013年）、2013年世界ジュニアカーリング選手権3位などの好成績を挙げた。
また、冬季ユニバーシアードには大学日本代表チームとして2011年（トルコ・エルズルム）、2013年（イタリア・トレンティーノ）と2回出場。2011年大会では4位入賞を果たした。2013年11月にはソチオリンピック世界最終予選出場チーム決定戦に出場したが、予選ラウンドロビンで4位に敗れ、決勝戦に出場することは出来なかった。
大学卒業後、2014年8月に『ヒト・コミュニケーションズ red WINS』を結成、2016年5月で活動を休止した。同年チーム富士急に加入、同チームも2022年9月で休部となるが、石垣は富士急ハイランドには残った。
2023年6月にカーリングチームGRANDIRを結成。同年第16回関東カーリング選手権大会で、GRANDIRのサードとして出場し優勝。JCC 2024出場。

## チーム

### 4人制女子
| シーズン | スキップ      | サード        | セカンド | リード       | リザーブ                | 主な大会                     |
| -------- | ------------- | ------------- | -------- | ------------ | ----------------------- | ---------------------------- |
| 2008–09  | 吉村紗也香(s) | 井田莉菜      | 氏原梨沙 | 石垣真央     |                         | JCC 2009                     |
| 2009–10  | 吉村紗也香(s) | 井田莉菜      | 氏原梨沙 | 石垣真央     |                         | JCC 2010                     |
| 2010–11  | 吉村紗也香(s) | 井田莉菜      | 氏原梨沙 | 石垣真央     | 八丸みどり / 近江谷七海 | WUG 2011,PJCC 2011,WJCC 2011 |
| 2011–12  | 吉村紗也香(s) | 井田莉菜      | 氏原梨沙 | 石垣真央     | 石山奈津子              | PJCC 2012,WJCC 2012          |
| 2012–13  | 吉村紗也香(s) | 井田莉菜      | 氏原梨沙 | 石垣真央     | 石山奈津子              | PJCC 2013,WJCC 2013          |
| 2013–14  | 吉村紗也香(s) | 井田莉菜      | 氏原梨沙 | 石垣真央     | 石山奈津子              | WUG 2013                     |
| 2014–15  | 井田莉菜(s)   | 小川香奈      | 石垣真央 | 石山奈津子   |                         | JCC 2015                     |
| 2015–16  | 井田莉菜(s)   | 内藤圭美      | 石垣真央 | 石山奈津子   | 小山笑子                | JCC 2016                     |
| 2016–17  | 西室淳子      | 小穴桃里(s)   | 小谷優奈 | 石垣真央     | 倉光杏佳                | JCC 2017                     |
| 2017–18  | 小穴桃里(s)   | 小谷優奈      | 石垣真央 | 小谷有理沙   | 西室淳子 / 小野寺佳歩   | JCC 2018 / WWCC 2018         |
| 2018–19  | 小穴桃里(s)   | 西室淳子      | 石垣真央 | 小谷有理沙   | 小谷優奈                | JCC 2019                     |
| 2019–20  | 小穴桃里(s)   | 小谷優奈      | 石垣真央 | 小谷有理沙   | 細田晴夏                | JCC 2020                     |
| 2020–21  | 小穴桃里(s)   | 小谷優奈      | 石垣真央 | 小谷有理沙   | 苫米地美智子            | JCC 2021                     |
| 2021–22  | 小谷優奈      | 小谷有理沙(s) | 石垣真央 | 苫米地美智子 | 小穴桃里                | JCC 2022                     |
| 2023–24  | 大関結        | 石垣真央      | 舘田怜花 | 園部日向子   | 細田晴夏                | JCC 2024                     |

(s)…スキップ

## 主な成績

### 日本代表
- 世界カーリング選手権：10位 (2018年[31])

### クラブチーム
- 日本カーリング選手権：優勝 (2018年[29])